# Anders Blomensköld
Anders Blomensköld, tidigare Blom, född 1646, död 30 mars 1702 i Dorffnicki, Litauen, var en svensk adelsman och ryttmästare.

## Biografi
Blomensköld föddes 1646 och var son till kvartermästaren vid Västgöta kavalleriregemente Anders Andersson (som levde fortfarande 1661). Anders Blommensköld blev ryttare vid Västgöta kavalleriregemente 1663. Hans senare arbeten kom att bli:
- 1674 korpral vid Södra skånska kavalleriregementet.
- 1675 kornett vid Östgöta kavalleriregemente.
- 1677 kvartermästare vid Östgöta kavalleriregemente.
- 30 juli 1681 löjtnant.
- 7 september 1699 ryttmästare.

Han var närvarade vid Greifswalds belägring 1678. Blomensköld kom att bli strandsatt vid resan till Sverige vid Bornholm 1678 och blev tillfångatagen av danskarna. Han var kvar hos dem till 11 januari 1680. Hans tidigare efternamn var Blom och 5 november 1688 adlades han till Blomensköld och introducerades 1689 som nr 1146. Blomensköld avled 30 mars 1702 i en stird utanför staden Dorffnicki i Litauen. Hans vapen är uppsatt i Hogstads kyrka, Östergötlands län.

## Familj
Blomensköld gifte sig med Hanna Krum, dotter till kaptenen Mårten Krum och Brita Svensdotter.
Barn:
- Anders. Försvann under sina ungdomsår och hittades inte mer.
- Mårten, född 1682, död 6 juni 1740. Blev överstelöjtnant.
- Elisabet, född 6 april 1683, död 10 januari 1732 på Klosterlunda i Hovs socken (begravdes den 21 januari samma år). Hon gifte sig 29 juni 1698 i Hogstads socken med slottsskrivaren och fiskalen Peter Gabriel Duberg (-1704) som var bosatt i Vadstena.
- Johan, född 9 december 1684. (Osäkert om denna är en son till Blomensköld)
- Gustaf, född 30 december 1685, död 19 april 1737 på Utterstad i Appuna socken. Var en svensk löjtnant.
- Magdalena Catharina, död och var inte gift.
- Bleckert Andreas, född 19 februari 1688 i Östergötland, Död 22 mars 1762 i Hogstads socken. Var en svensk Major.
- Catharina, begravd 20 juni 1691 i Hogstads socken.